# Lluïsa de Reuss-Schleiz
Lluïsa de Reuss-Schleiz (en alemany Luise Reuß zu Schleiz) va néixer a Staffelstein (Alemanya) el 3 de juliol de 1726 i va morir a Stadtroda el 28 de maig de 1773. Era filla d'Enric I de Reuss-Schleitz (1695-1744) i de Juliana Dorotea de Löwenstein-Wertheim (1694-1734).

## Matrimoni i fills
El 27 de maig de 1747 es va casar a Schleiz amb Cristià Guillem de Saxònia-Gotha-Altenburg (1706-1748), fill del duc Frederic II (1676-1732) i de Magdalena Augusta d'Anhalt-Zerbst (1679-1740). Però en morir el seu marit a l'any següent, Lluïsa es va casar a Stadtroda amb el germà d'aquest Joan August de Saxònia-Gotha-Altenburg (1704-1767) el 6 de gener de 1752. Amb aquest segon matrimoni va tenir quatre fills:
- Augusta Lluïsa (1752-1805), casada amb Frederic Carles I de Schwarzburg-Rudolstadt.
- Un fill nascut mort el 1753.
- Un fill nascut mort el 1754.
- Lluïsa (1756-1808) casada amb el duc Frederic Francesc I de Mecklenburg-Schwerin (1756-1837).